# Natur- og Miljøklagenævnet
Natur- og Miljøklagenævnet var den  centrale klageinstans på hele natur-, plan- og miljøområdet i Danmark. Nævnet var sammensat af sagkyndige, folketingsmedlemmer og personer udpeget af højesteret. Det blev 1. januar 2017 sammenlagt med de øvrige klagenævn under  Miljø- og Fødevareministeriet til Miljø- og Fødevareklagenævnet.
Den daglige virksomhed varetoges af et sekretariat der  er organiseret i en screeningsenhed og fire sagsbehandlende kontorer omhandlende  planområdet, miljøområdet, naturområdet og vandområdet;
Der ud over var der et udviklings- og sekretariatskontor. 
Ud over klagesagsbehandling formidlede Natur- og Miljøklagenævnet informationer om deres afgørelser. . 